# Dysmicoccus hurdi
Dysmicoccus hurdi är en insektsart som beskrevs av Mckenzie 1962. Dysmicoccus hurdi ingår i släktet Dysmicoccus och familjen ullsköldlöss. Inga underarter finns listade i Catalogue of Life.